# Jacob Jordaens
Jacob Jordaens (19. května 1593 Antverpy – 18. října 1678 tamtéž) byl vlámský malíř raného baroka. Spolu s Peterem Pavlem Rubensem a Anthonisem van Dyckem tvořil trojici nejvýznamnějších antverpských mistrů vlámského baroka.

## Život
Pocházel z rodiny bohatého amtverpského obchodníka se lnem. Vyučil se u antverpského mistra Adama van Noorta, s jehož dcerou Kateřinou se roku 1616 oženil. V Antverpách si v roce 1620 otevřel vlastní dílnu, po prvních úspěšných zakázkách zději si dal postavit honosný dům. Údajně spolupracoval s Peterem Paulem Rubensem v jeho dílně, následně převzal mnohé jeho kompozice (například Lot s dcerami na útěku ze Sodomy), ale také nerealizované zakázky. V roce 1621 byl zvolen děkanem antverpského malířského cechu (gildy sv. Lukáše). Pracoval na zakázkách pro španělský a anglický královský dvůr, a především pro šlechtu v mnoha zemích Evropy. Roku 1671 spolu se svou dcerou přestoupil ke kalvinismu, což neovlivnilo jeho výběr klientely ani tematiku malby. Roku 1678 zemřel na mor, jehož hrůzy namaloval již roku 1555.

## Tvorba
Jeho dílo je neobyčejně rozsáhlé díky jeho píli, organizačním schopnostem a tehdy mimořádně dlouhému věku 86 let. Zaměřoval se především na portrét a figuru, mezi jeho časté náměty patří mnohafigurové žánrové výjevy prostého života, dále náboženské a mytologické výjevy. Jeho styl se také výrazně vyvíjel. Vyšel ze stylu renesančního manýrismu, zpočátku maloval robustní postavy, dynamické kompozice v živých barvách, technicky často slabší. Později se u něj plně rozvinul barokní vliv Rubensův, oproti tomuto vzoru mají jeho kompozice výraznější kontury a efektní dekorativní detaily. Ačkoliv nikdy necestoval do Itálie (a pozvání vytrvale odmítal), je v jeho díle patrný vliv Caravaggia a Benátčanů. Kolorit jeho obrazů pod Caravaggiovým vlivem potemněl. Postavy – dosud plných rubensovských objemů – začaly být více stylizované, rukopis expresivní.

## Tapisérie
Jeho monumentální mnohafigurové kompozice posloužily často jako vzory pro tapisérie v bruselské královské manufaktuře. Objednávali si je také čeští šlechtici, například Schwarzenbergové pro své zámky Hluboká (cyklus Přísloví ve velké jídelně) a Český Krumlov. Italský generál Ottavio Piccolomini si do zámku v Náchodě přivezl bruselské gobelíny podle Jordaensova cyklu Život na venkovském sídle.

## Zajímavost
- Roku 1993 byl u příležitosti 400. výročí jeho narození pojmenován asteroid č. 5232 Jordaens.

## Galerie

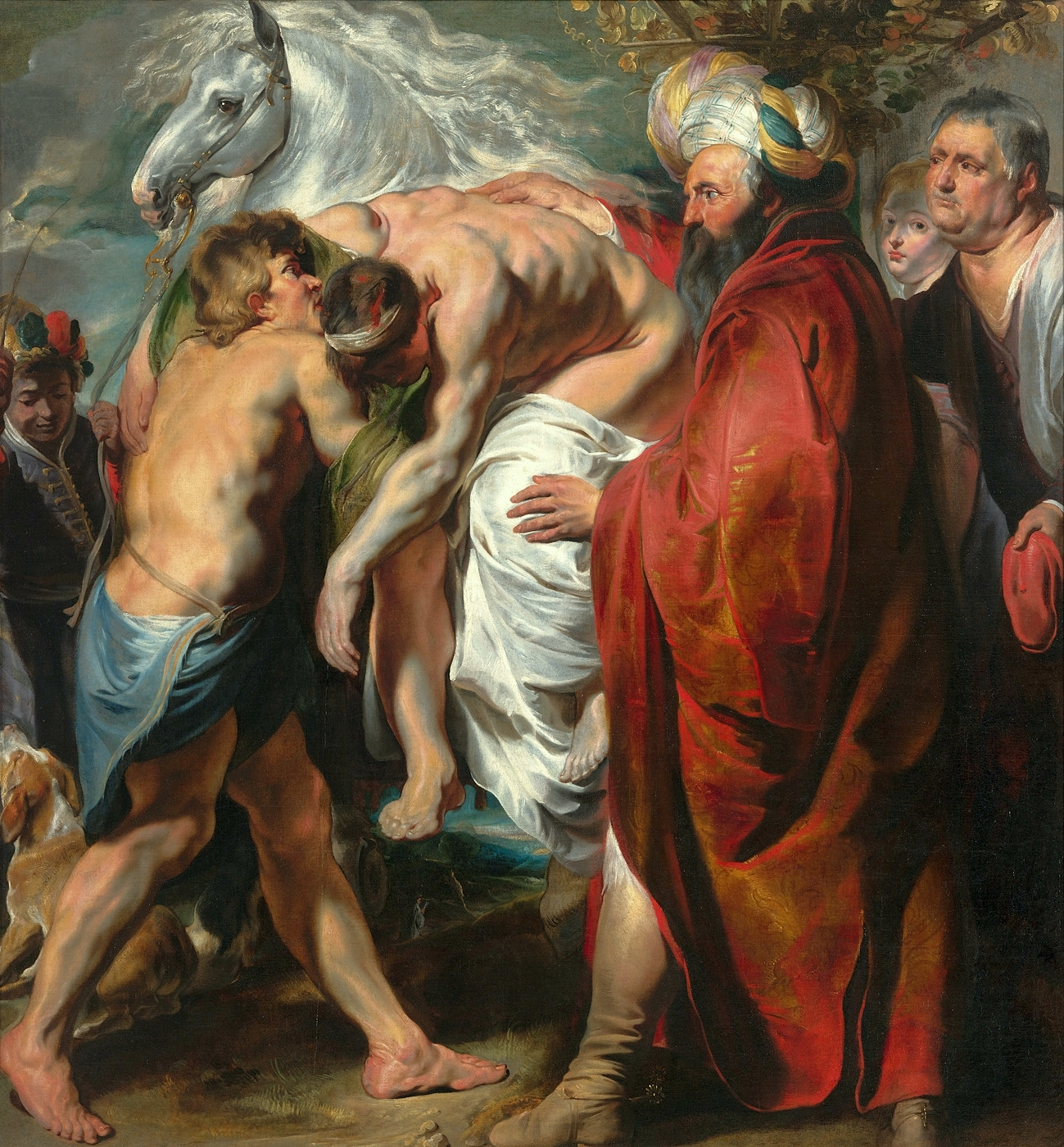
Dobrý Samaritán, c. 1616, Louvre Abú Dhabí
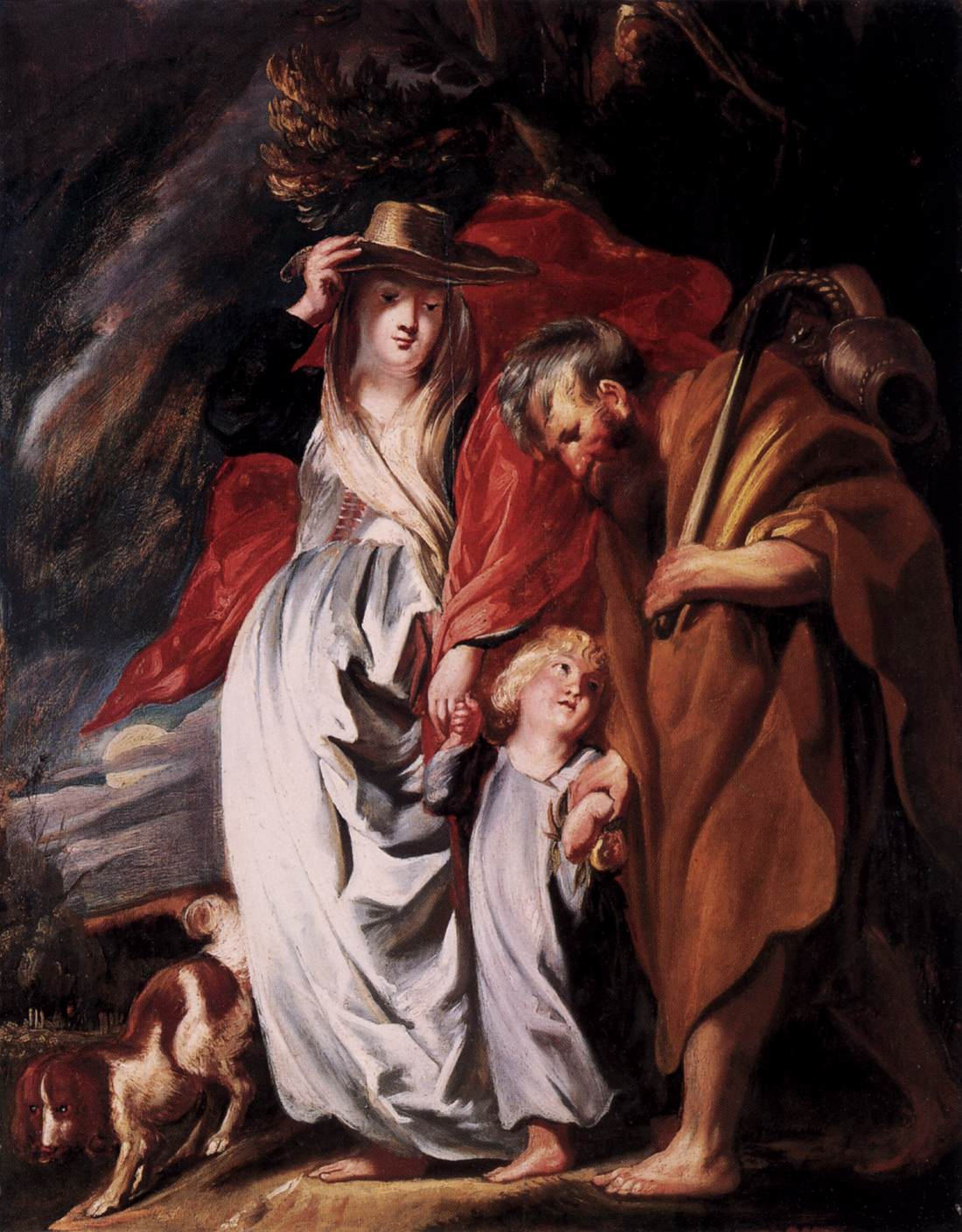
Návrat Svaté rodiny z Egypta, c. 1616
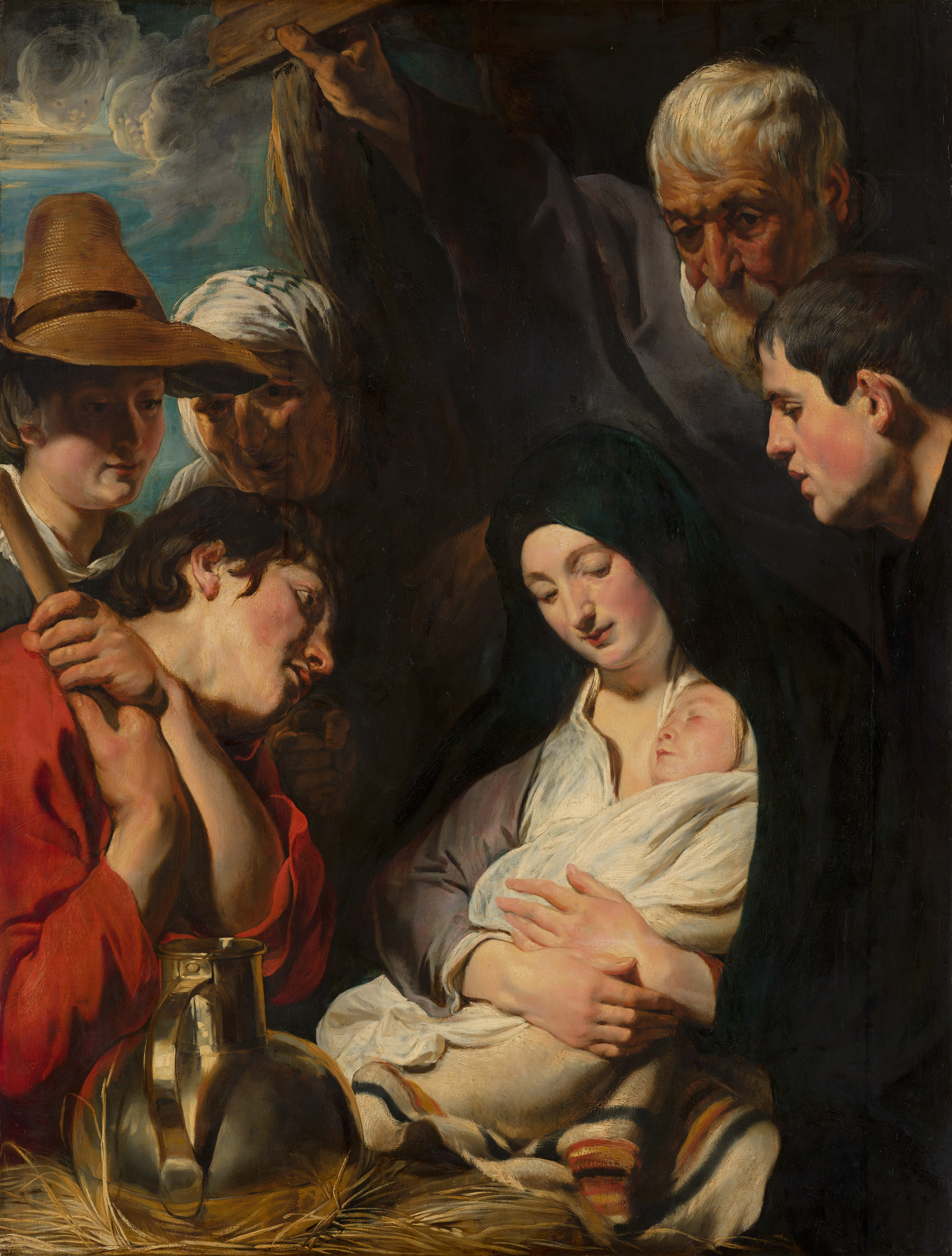
Klanění pastýřů, 1617
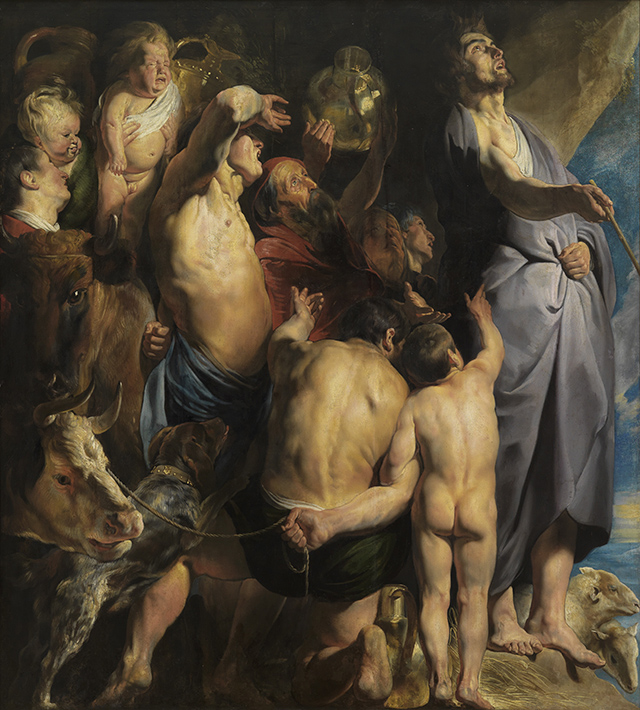
Mojžíš vytlouká vodu ze skály, 1618–20
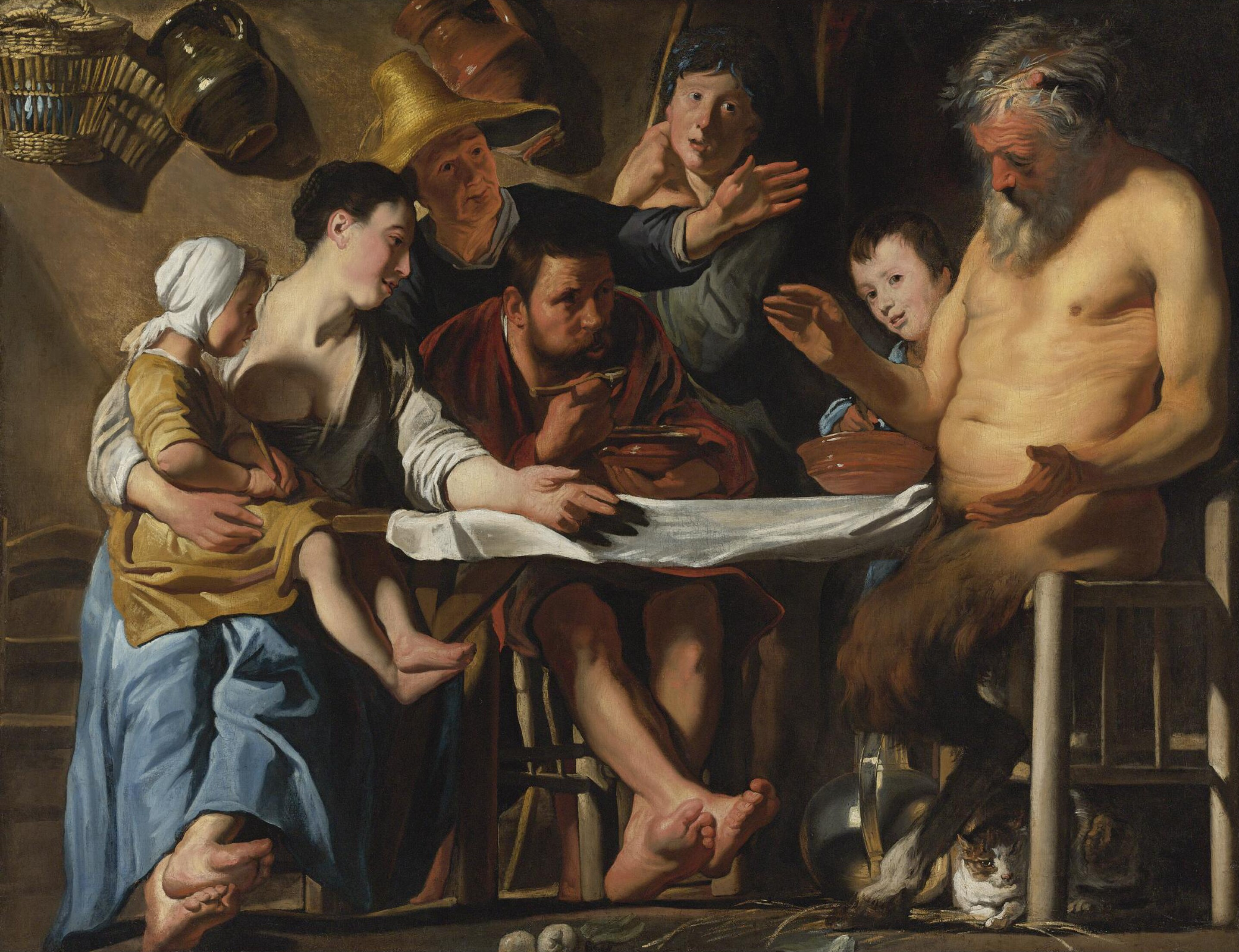
Satyr u venkovanů, po 1620
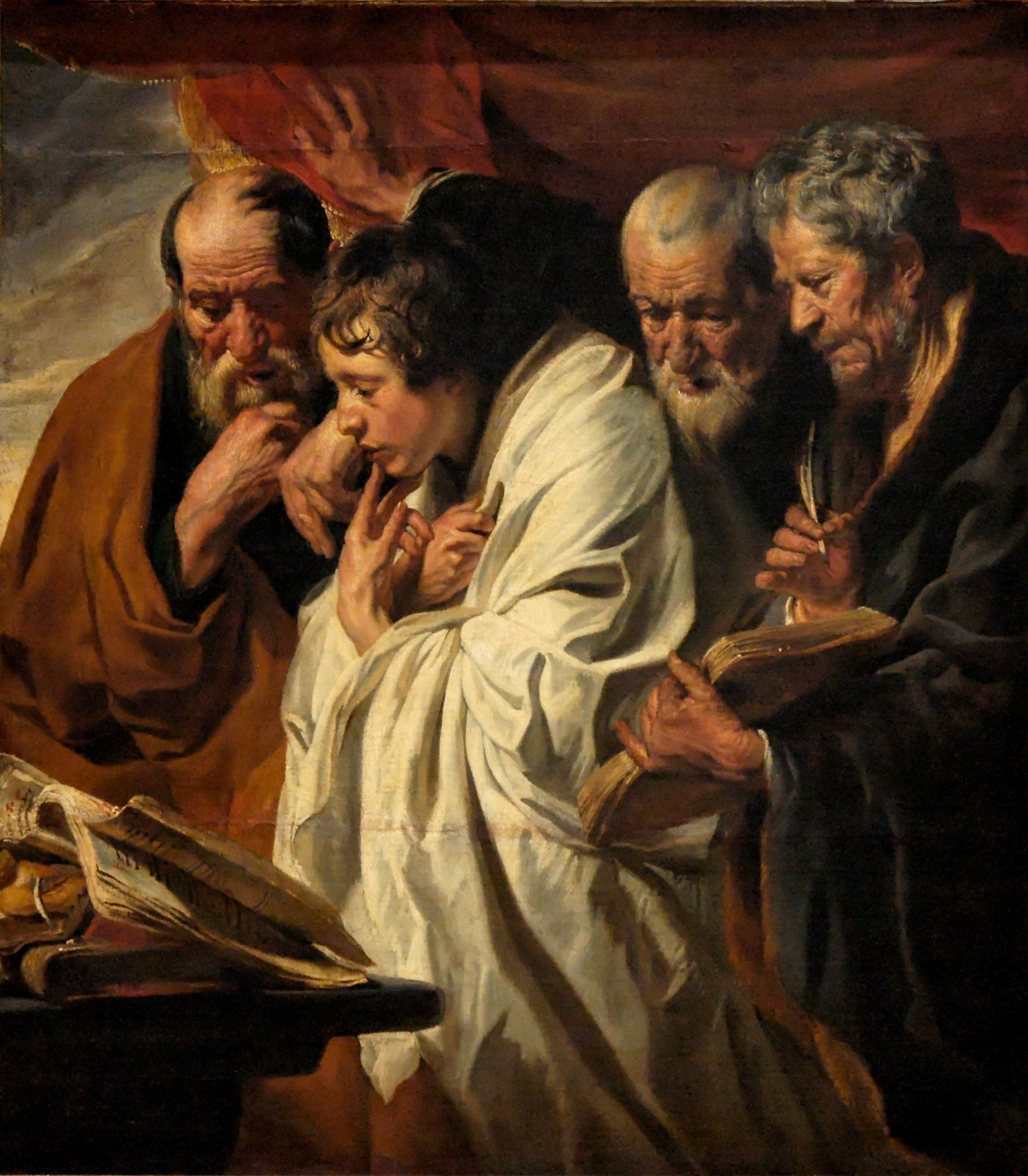
Čtyři evangelisté, c. 1625–1630, Louvre
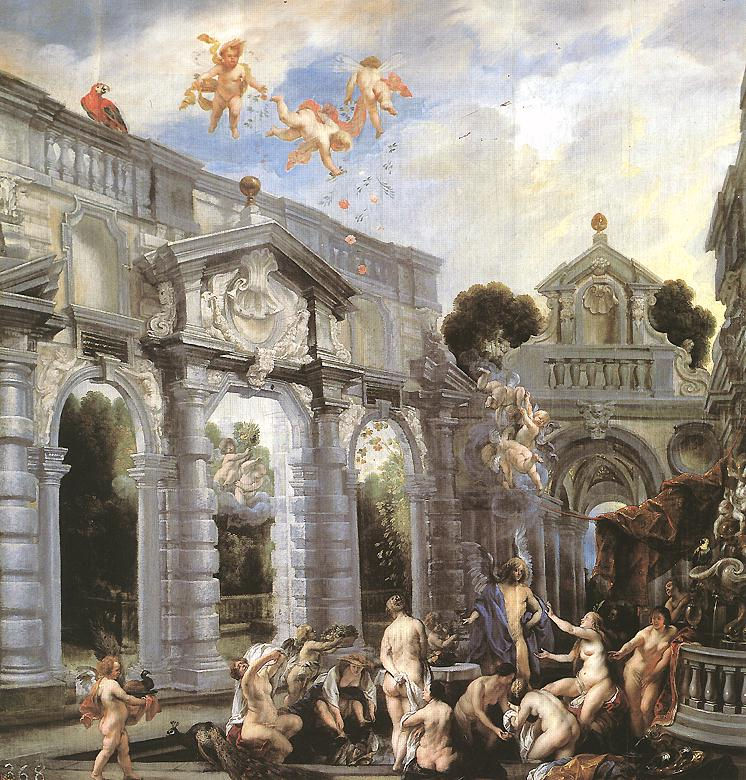
Kupido, Psyché a nymfy u pramene lásky, asi 1630
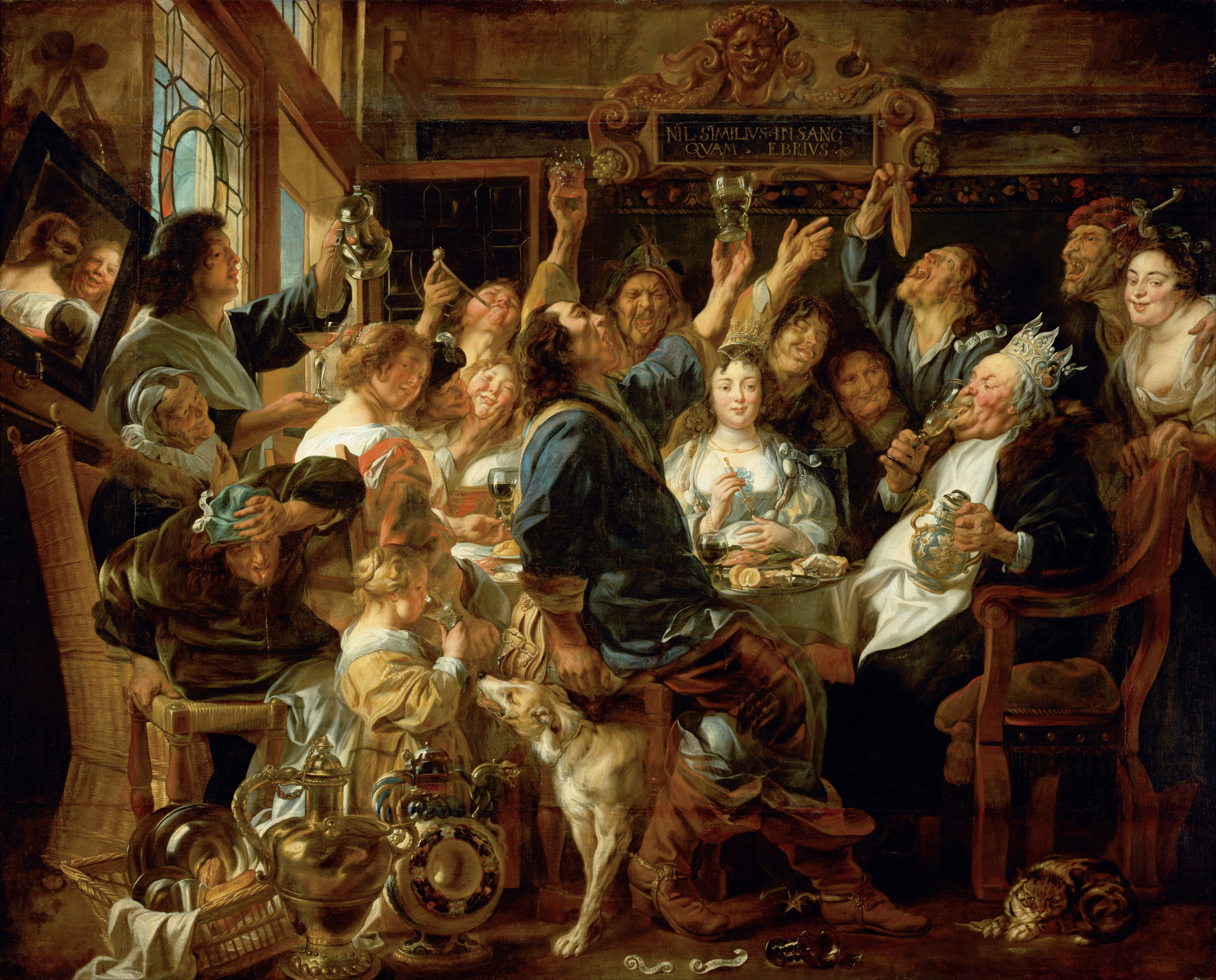
Hodující král Gambrinus, 1640
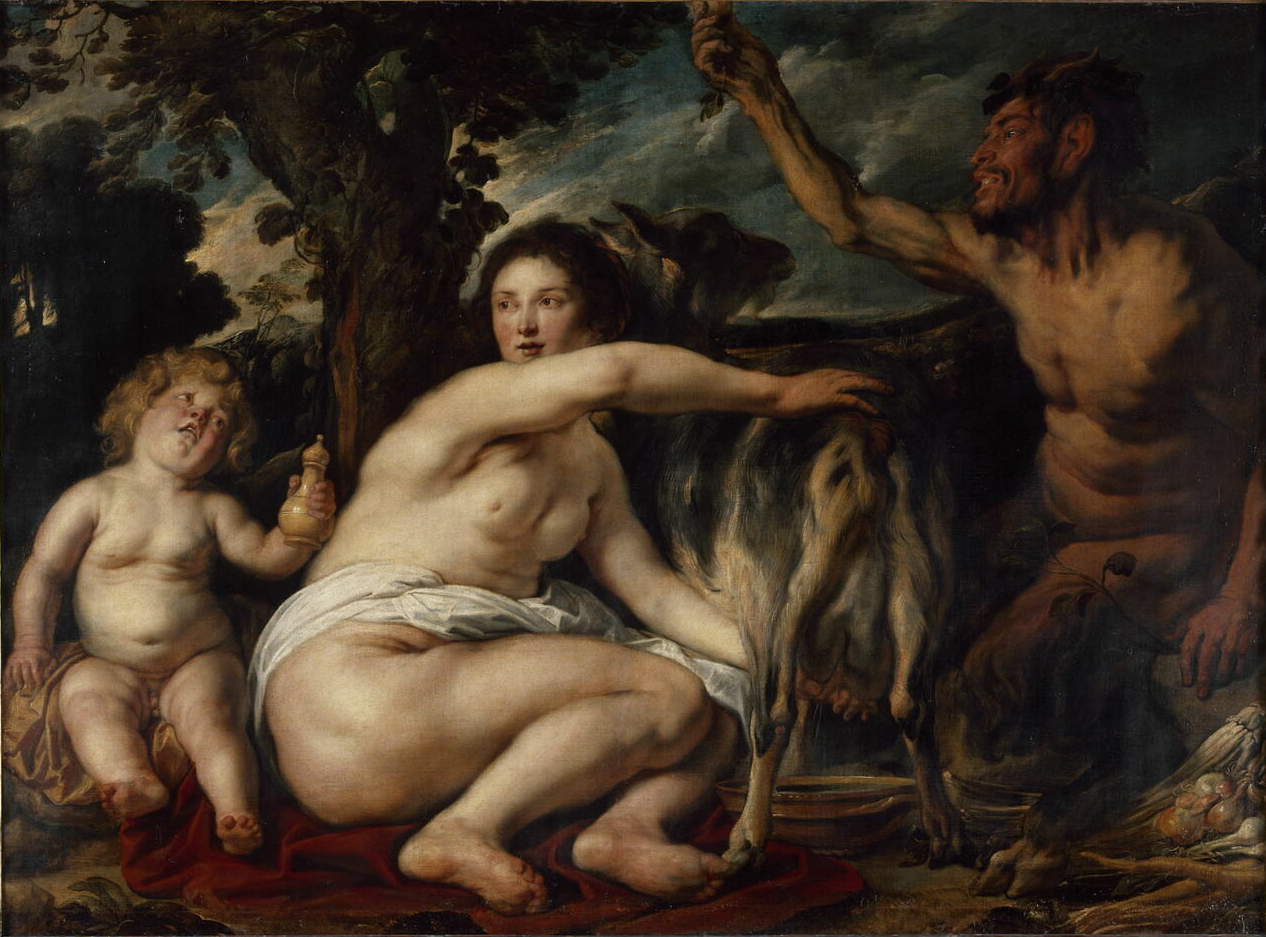
Diovo dětství (s kozou Amaltheou), c. 1640
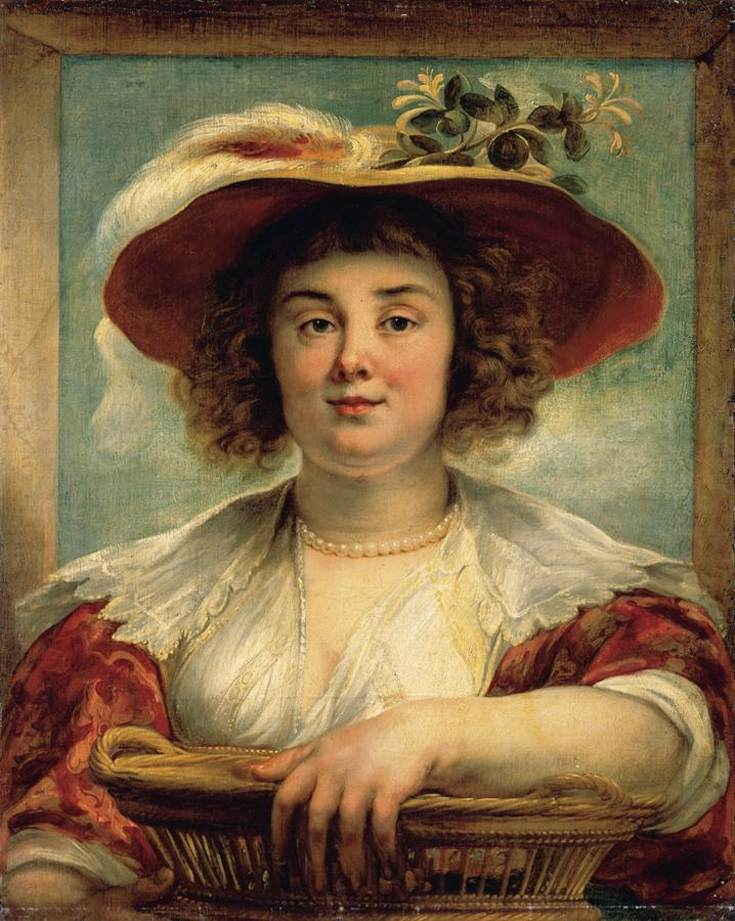
Portrét umělcovy dcery Elisabeth, 1640
Spoutaný Prométheus, 1640, Wallraf-Richartz-Museum v Kolíně
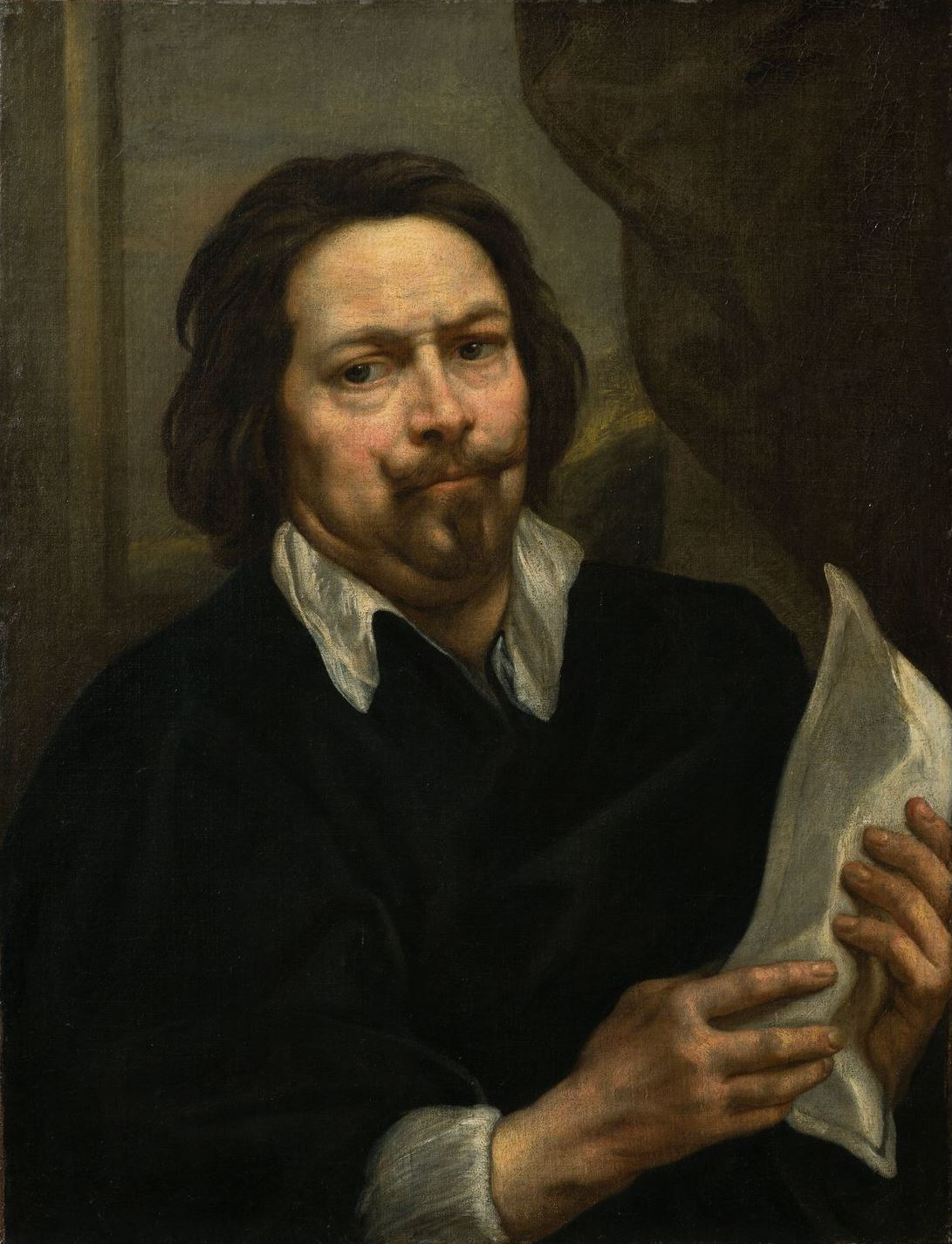
Autoportrét, Fundace Generet; kolem 1649
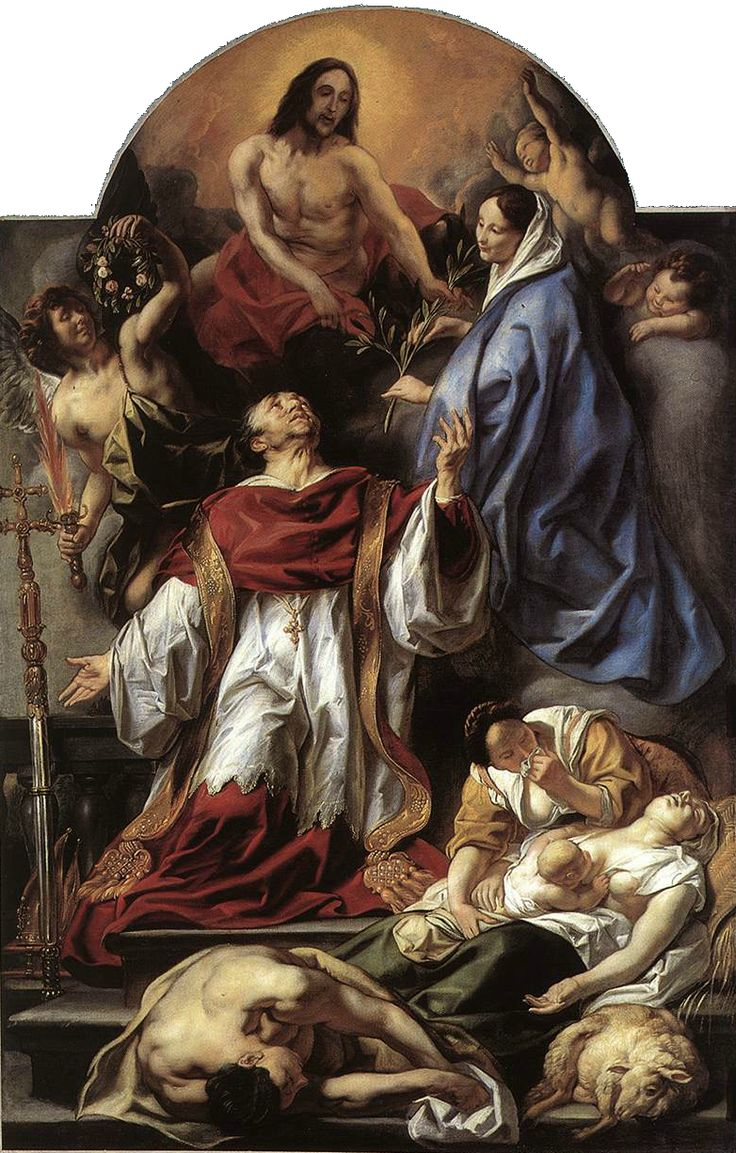
Karel Boromejský a oběti moru v Miláně, 1655